# اسکت-آندر-ویچوود
اسکت-آندر-ویچوود (به انگلیسی: Ascott-under-Wychwood) یک روستا و محله مدنی در بریتانیا است که در آکسفوردشر غربی واقع شده‌است. اسکت-آندر-ویچوود ۵۰۴ نفر جمعیت دارد.